# 源奉職
源 奉職（みなもと の とももと、天暦9年（955年） - 寛弘5年7月9日（1008年8月12日））は、平安時代中期の貴族。源清延または源清敏の子。官位は正四位下・河内守。

## 経歴
掃部允を経て、一条朝初頭の永延元年（987年）皇太后・藤原詮子の臨時給により従五位下に叙爵。一条朝にて、讃岐介・丹後守・河内守と地方官を歴任し、この間の正暦4年（993年）正五位下、長保3年（1001年）従四位下と昇進し、位階は正四位下に至った。長保元年（999年）奉職の館に藤原詮子が遷御している。
寛弘5年（1008年）7月9日卒去。享年54。

## 官歴
- 永延元年（987年） 2月19日：叙位（従五位下か、皇太后宮臨時給）、見掃部允[2]
- 正暦4年（993年） 正月9日：正五位下（一品内親王家女爵）[3]
- 長保元年（999年） 8月29日：見前讃岐介[3]
- 長保3年（1001年） 正月30日：従四位下（治国）[3]
- 時期不詳：丹後守[4]
- 寛弘2年（1005年） 10月22日：昇殿、見河内守[3]
- 時期不詳：正四位下[4]
- 寛弘5年（1008年） 7月9日：卒去（前河内守）[3]

## 系譜
- 父：源清延または源清敏
- 母：藤原義文の娘
- 妻：藤原忠幹の娘
- 妻：宮内乳母[5]
  - 三男：源公隆[5]
- 生母不詳の子女
  - 男子：源公職
  - 男子：源経職
  - 女子：藤原朝経室[6]